# إدنا هونج
إدنا هونج (بالإنجليزية: Edna H. Hong)‏ هي كاتِبة ومترجمة وشاعرة أمريكية، ولدت في 28 يناير 1913 في نيلسفيل في الولايات المتحدة، وتوفيت في 3 أبريل 2007 في مينيسوتا في الولايات المتحدة.